# Культурные растения

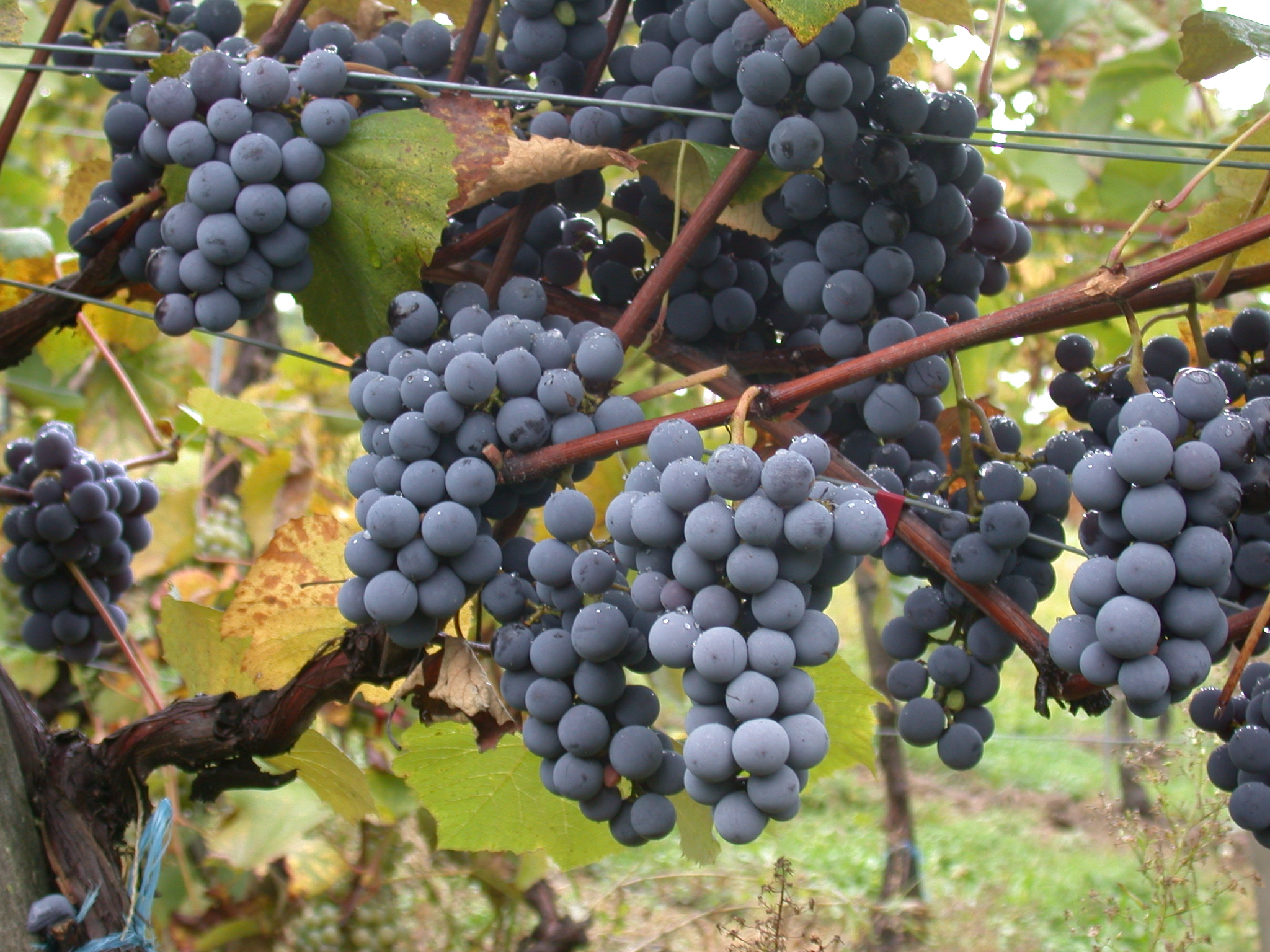
Виноград — одно из древнейших культурных растений

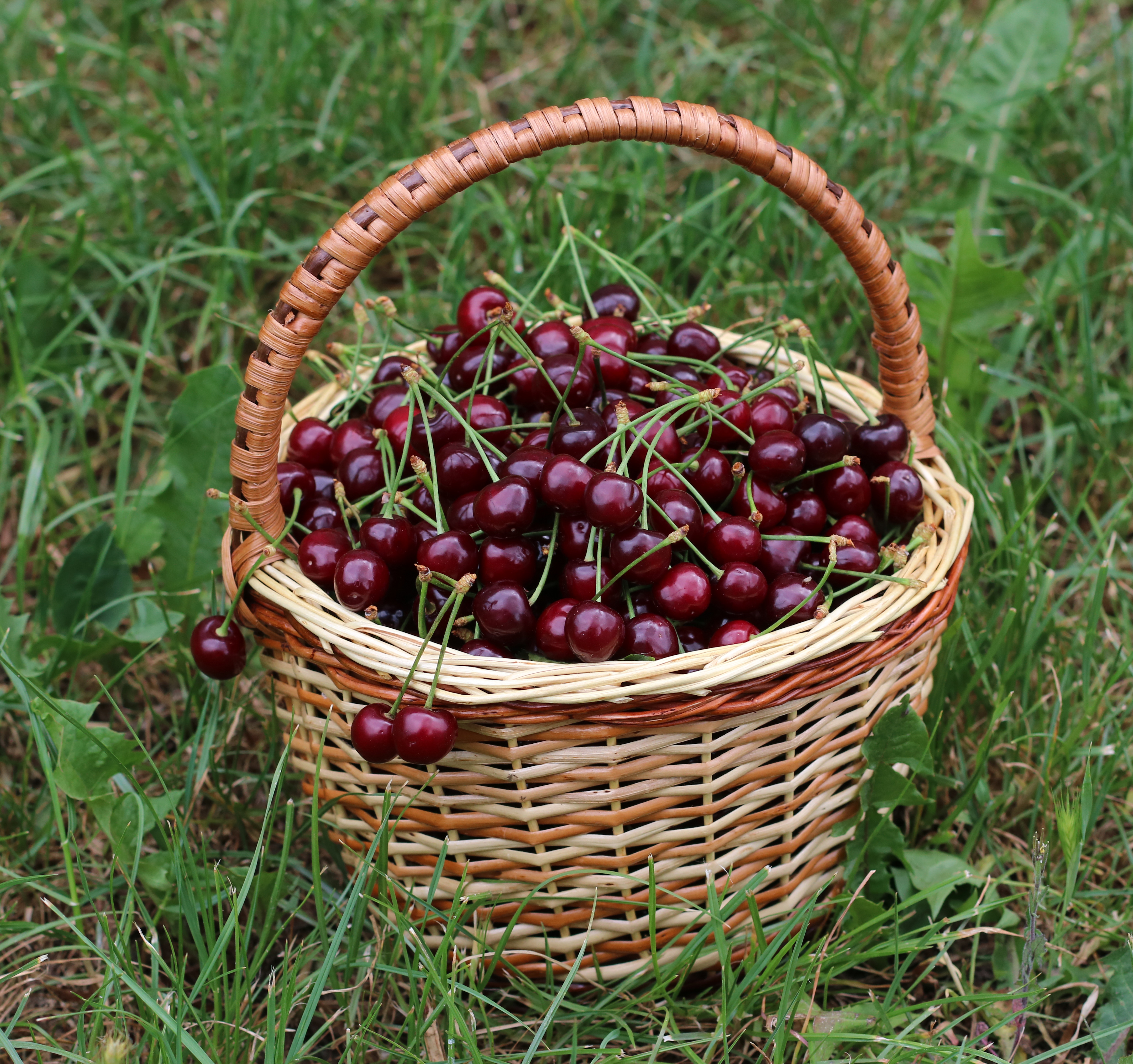
Вишня - широко применяется в выпечке.

Культурные растения (агрокультуры) — растения, выращиваемые человеком для получения пищевых продуктов, кормов в сельском хозяйстве, лекарств, промышленного и иного сырья и других целей.
Согласно восьмому изданию Международного кодекса номенклатуры культурных растений в настоящее время признаются три категории культурных растений: сорт, грекс (только для Орхидных) и группа.
Культурные растения получены из диких путём гибридизации, селекции или генной инженерии. В процессе поиска диких растений для превращения их в культурные и использования возникло учение о центрах происхождения культурных растений. В 1926—1939 годах Н. И. Вавилов обобщил накопленные знания и выделил семь основных центров происхождения культурных растений. В отличие от декоративных видов, культурные растения не имеют естественных ареалов.

## Классификация культурных растений
- Декоративные (роза, астра);
- Зерновые и хлебные злаки (рис, кукуруза, пшеница);
- Бобовые (фасоль, соя);
- Крахмалоносные (бататы, картофель);
- Сахароносные (сахарная свёкла);
- Масличные (подсолнечник, соя);
- Бахчевые (арбузы);
- Овощные (томаты, огурцы, укроп);
- Плодовые растения (ананасы, кокосы);
- Стимулирующие (чай, кофе, мак).
- Прядильные ( хлопок, лен, джут);

## Злаки

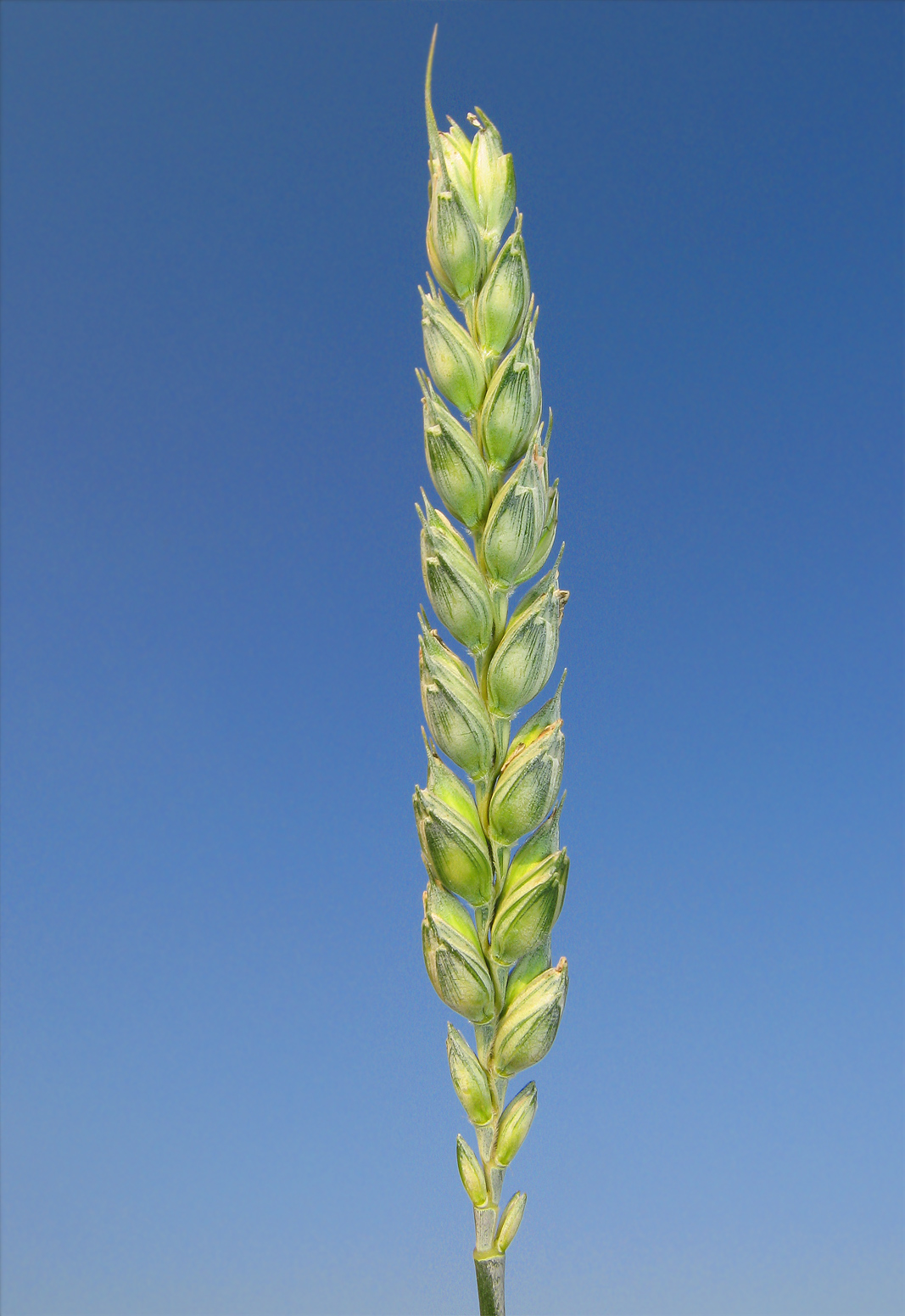
Пшеница

Среди полевых культур наиболее важны злаки. К ним относятся рожь, пшеница, рис, кукуруза, овёс, ячмень, сорго и просо, занимающие почти три четверти пахотных земель на планете. Почти повсюду в мире выращивают пшеницу: это один из самых основных злаков. Частично урожай зерновых идёт на фураж скоту. Рис тоже очень важная злаковая культура, он основной продукт питания в азиатских странах.

## Сбор урожая
Автоматически срезая, обмолачивая и провеивая, например, пшеницу, комбайны выдают чистое зерно, готовое к отправке на рынок. При помощи специальных насадок можно переоборудовать комбайн для сбора различных культур, например сои и кукурузы.

## Дикие предки
Все культурные растения произошли от дикорастущих. В результате селекции они стали давать более высокие урожаи в необычных для себя условиях — на новых землях или в ином климате. Некоторые растения так видоизменились, что трудно даже определить их предков. С увеличением посевных площадей для повышения урожайности стали применять удобрения, а для борьбы с вредителями — инсектициды и фунгициды.
Растениеводство возникло одновременно в Старом и Новом Свете за 7 — 8 тысяч лет до нашей эры. Процесс одомашнивания первоначально происходил независимо в географически обособленных областях земного шара на четырёх континентах и острове Новая Гвинея, и, конечно, на видах окружающей флоры. Флористический состав одомашниваемых видов был эндемичным для больших географических территорий, иными словами, использовалась отечественная флора.

## Клубнеплоды

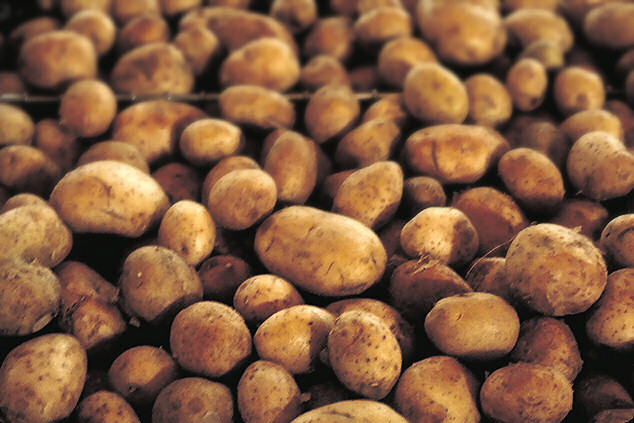
Картофель

К основным продуктам питания относятся также клубнеплоды — растения со съедобными клубнями. В Европе такой культурой является картофель, а в Африке — ямс и маниока.

## Болезни культурных растений
Заболевания культурных растений ведут к потере части, а иногда и всего урожая, либо к ухудшению товарных качеств. Примерами наиболее распространённых в средней полосе России болезней являются фитофтороз, мучнистая роса, мильдью, альтенариоз. Заболевания могут быть вызваны как грибком, так и вирусами. Для борьбы с заболеваниями культурных растений были изобретены химические средства защиты и профилактики.

## Изображения

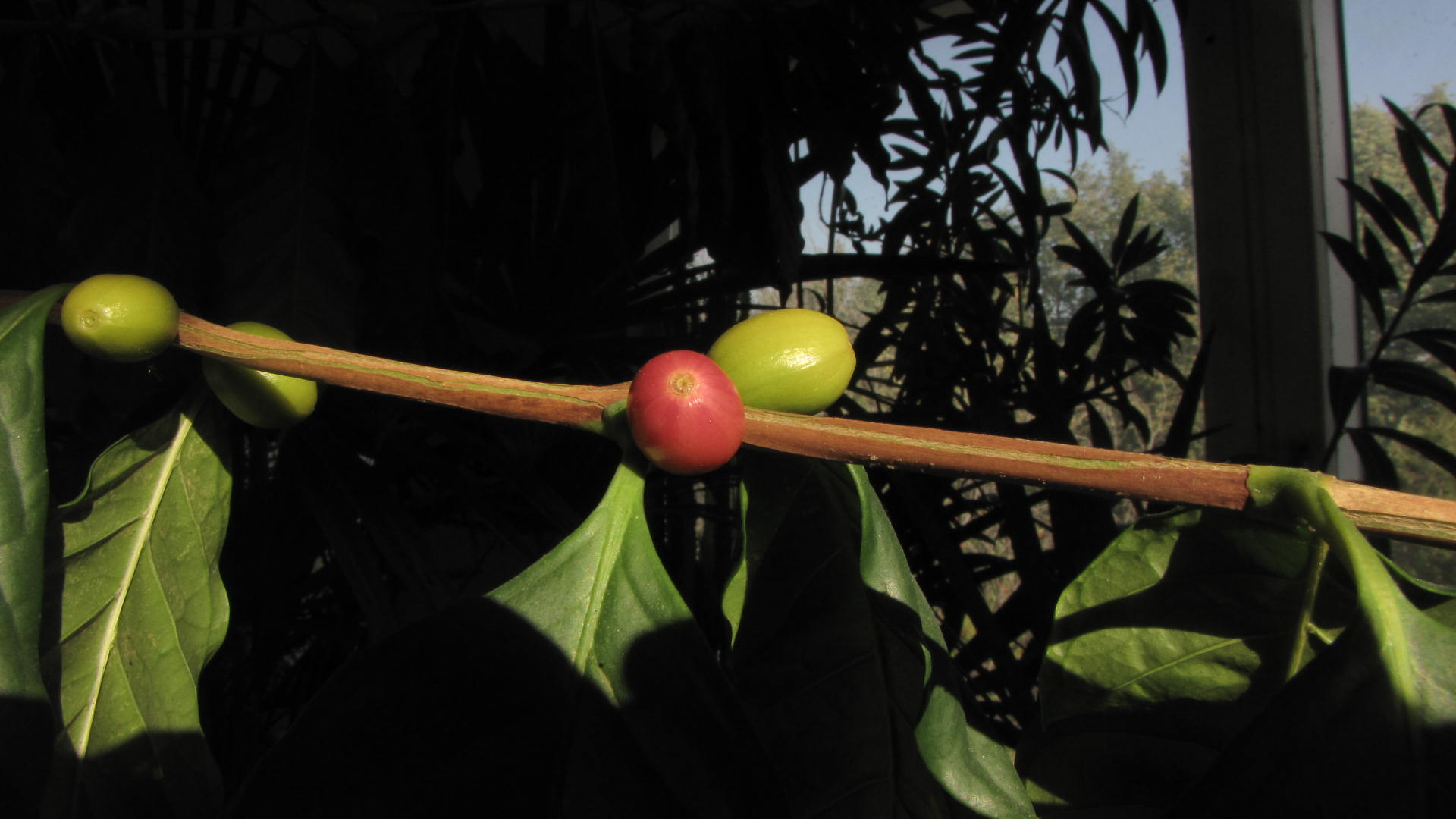
Кофе — главный продукт экспорта тропических стран
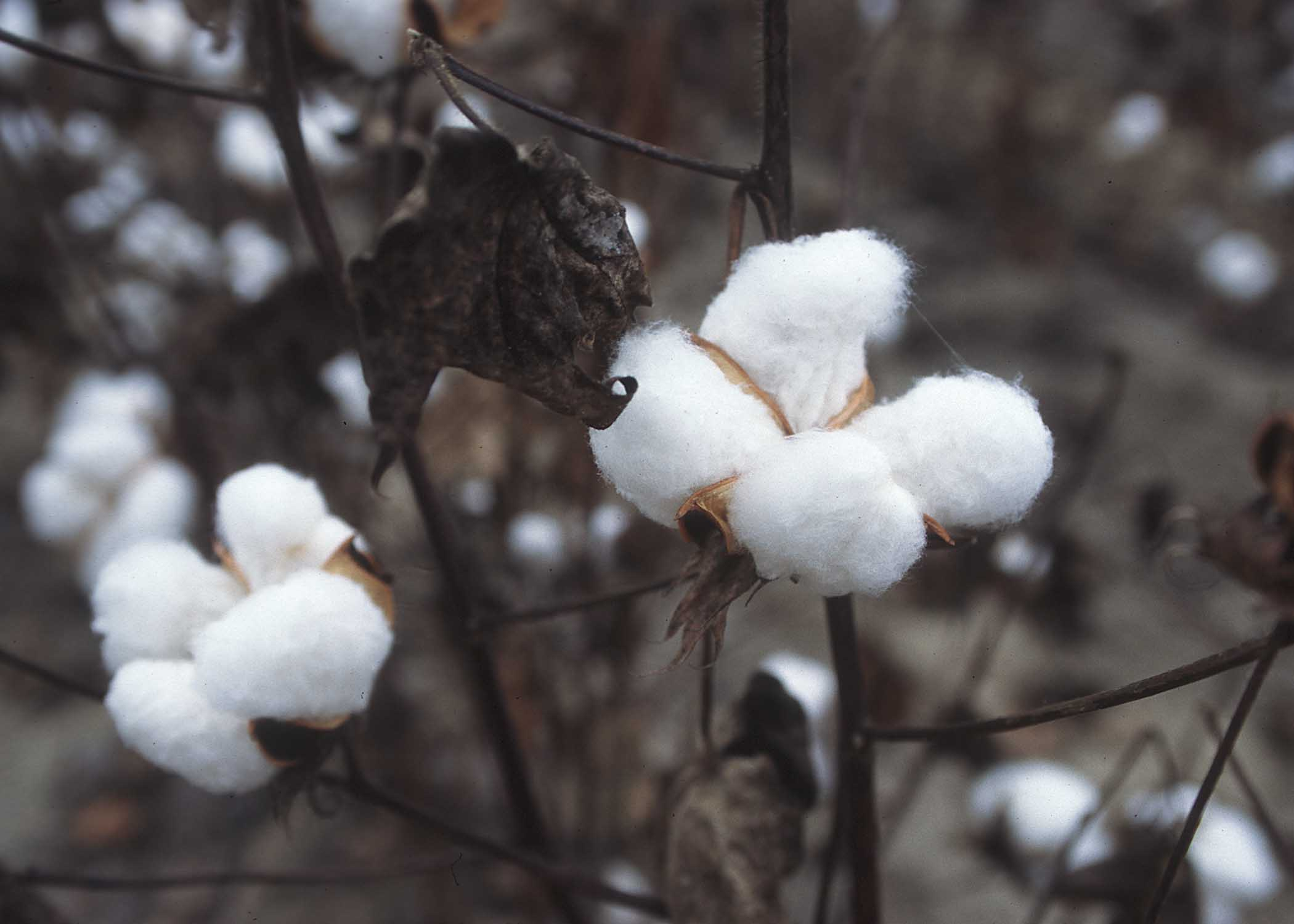
Хлопок — самая распространённая техническая культура. Его волокна идут на изготовление пряжи, а семена — на производство масла и для фуража
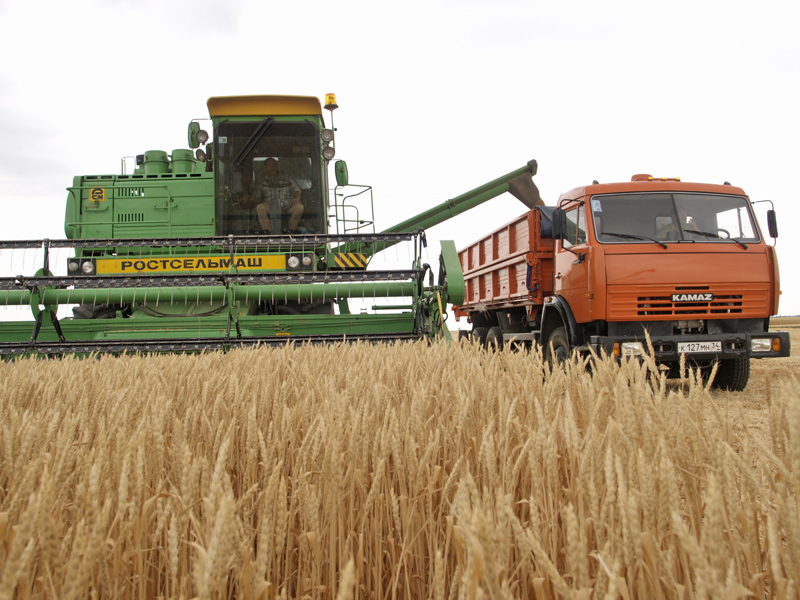
Комбайн собирает урожай
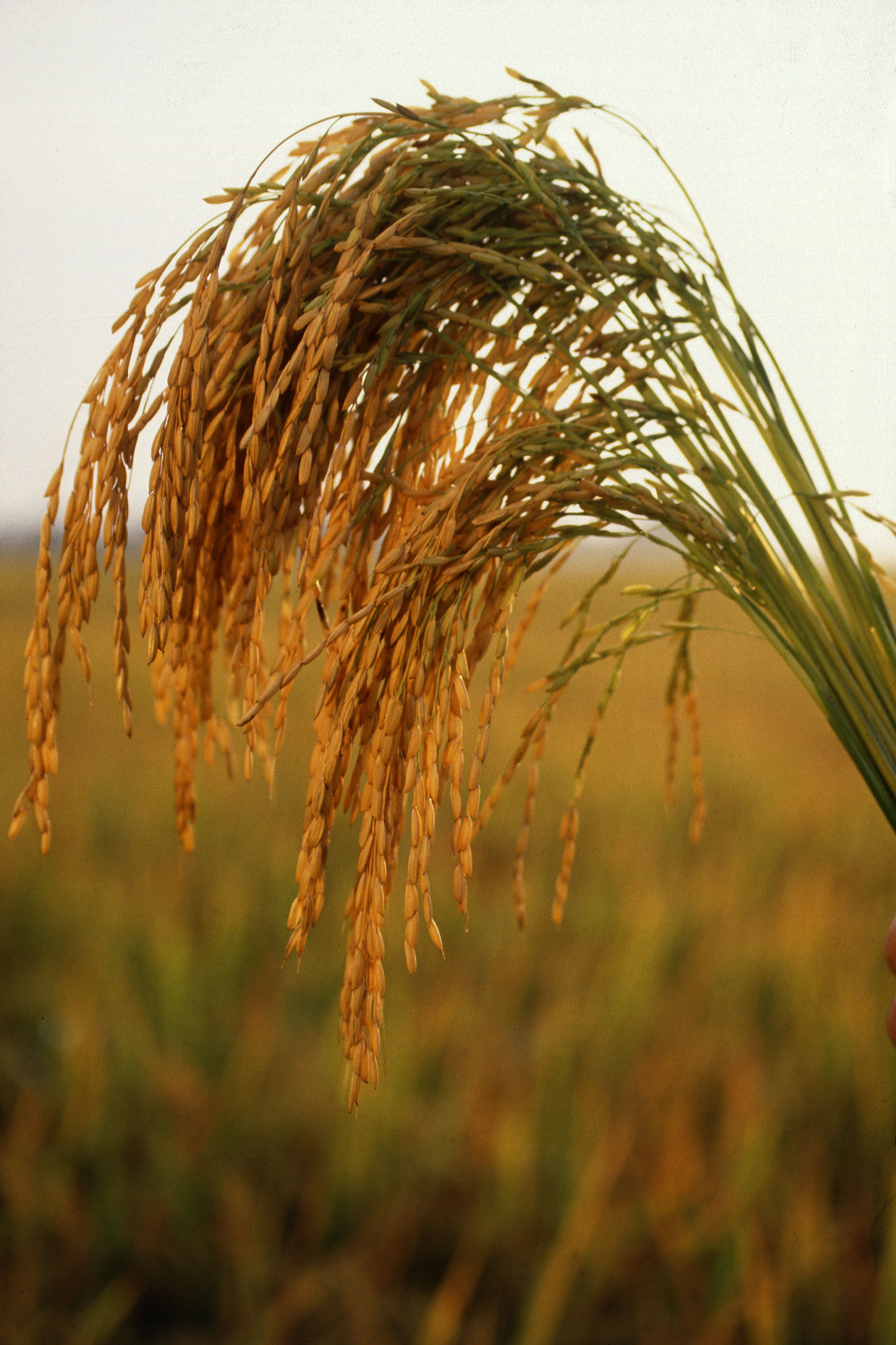
Рис возделывают в странах с тёплым, влажным климатом
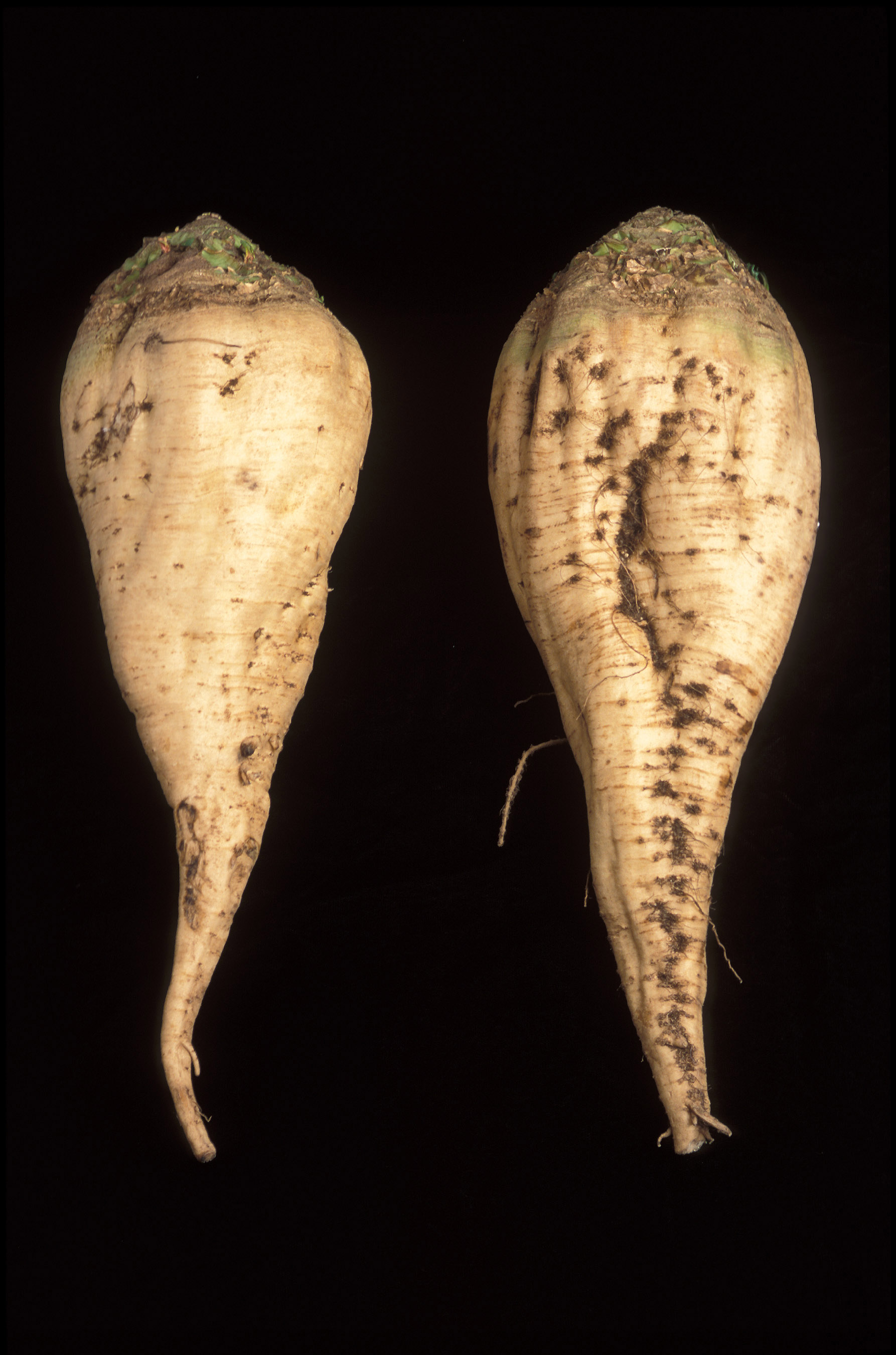
Сахарная свёкла ценится за корнеплоды, богатые сахаром